# Valentin Otto (cantor)
Ne doit pas être confondu avec Valentin Otho.
Valentin Otto (né en 1529 à Markkleeberg; mort en avril 1594) est un musicien saxon et un Thomaskantor à Leipzig.
Otto a étudié jusqu'en 1548 à Leipzig. De 1553/54 à 1564, il a été cantor de l'église Saint-Wenzel de Naumbourg. En 1564, il est devenu Thomaskantor, poste qu'il a occupé pendant 30 ans jusqu'en 1594. Ainsi Otto est le Thomaskantor qui est resté le plus longtemps à ce poste. L'organiste de la Thomaskirche Elias Nicolaus Ammerbach a été actif à la même époque que Otto. 
Le fils d'Otto, Valerius Otto (1579–après 1612) était organiste et compositeur.